# Montreal Alouettes

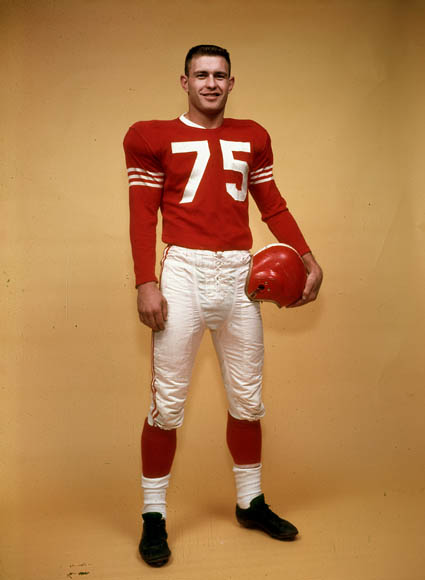
"Prince" Hal Patterson con l'uniforme degli Alouettes nel 1958

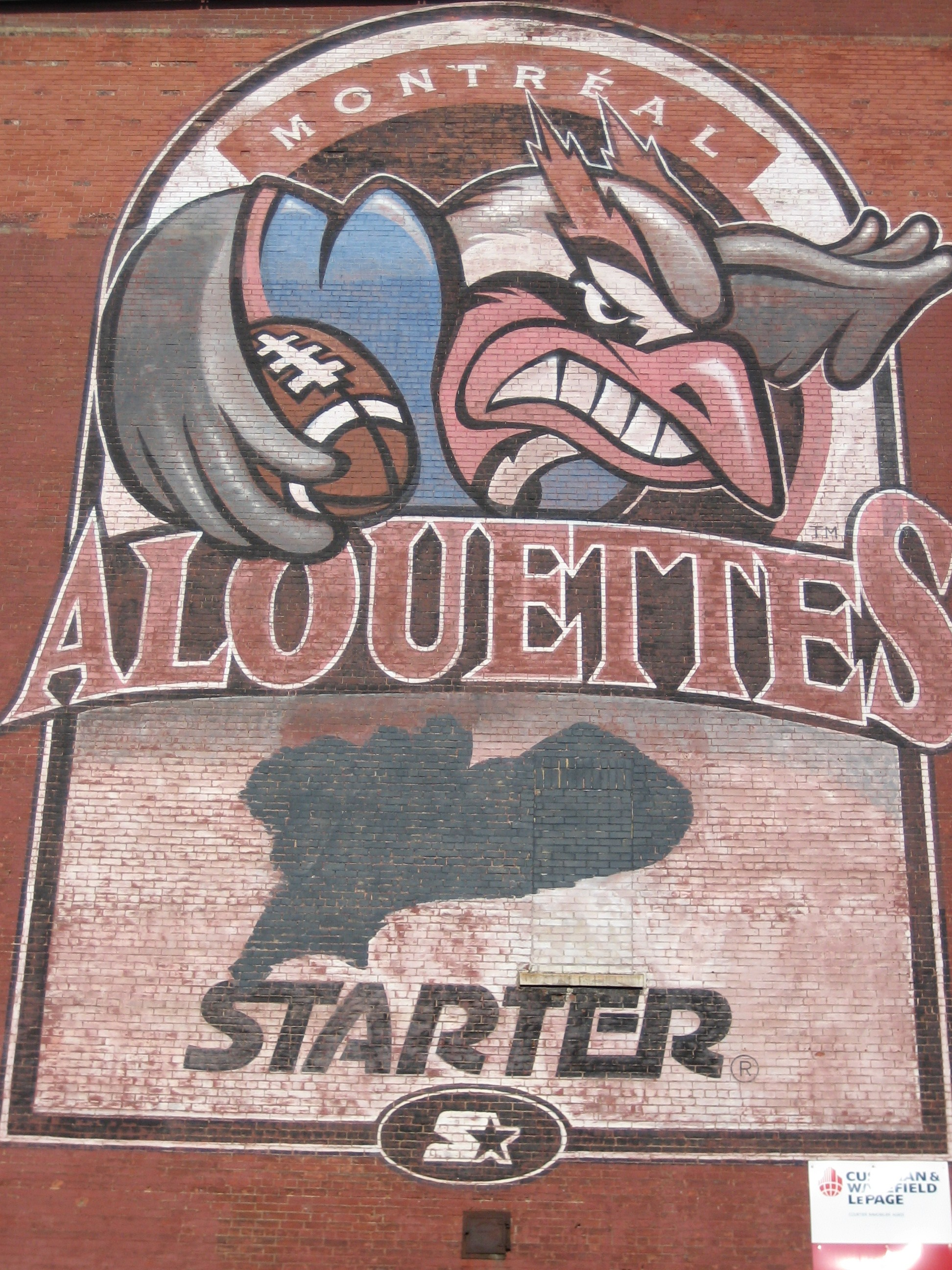
Un murale dedicato agli Alouettes a Montréal

I Montreal Alouettes (francese: Les  Alouettes de Montréal) sono una franchigia professionistica di football canadese con sede a Montréal, Québec. Gli Alouettes sono membri della East Division della Canadian Football League.  La squadra disputa le sue gare casalinghe nella stagione regolare al Percival Molson Memorial Stadium e nelle gare di playoff allo Stadio Olimpico di Montréal.

## Storia
L'attuale franchigia degli Alouettes si spostò a Montreal da Baltimora, Maryland, nel 1996 dove erano conosciuti come Baltimore Stallions. La CFL considera tutte le squadre che hanno giocato Montreal dal 1946 come un'unica franchigia a partire dal 1946, compresi gli Alouettes originali (1946–1981), i Montreal Concordes (1982–1985) e i Montreal Alouettes (1986). Gli Alouettes e la CFL, ad ogni modo, non riconoscono la franchigia di Baltimore, o i suoi record, come parte della storia della squadra. Incluse tutte le versioni menzionate della squadra, Montreal ha vinto la Grey Cup un totale di 7 volte.
Diretti dal general manager Jim Popp e guidati in campo dal quarterback Anthony Calvillo, gli Als divennero uno delle franchigie di maggior successo della storia della CFL negli anni 2000. Nel periodo 2000–2010, gli Als hanno guidato la CFL con un record di 168-88-1, vincendo il 65,6% delle partite e terminando otto volte al primo posto nella stagione regolare. Sempre nello stesso decennio, Montreal ha il primato di apparizioni nella finale della Grey Cup con otto, vincendone tre, inclusi due titoli consecutivi. Gli Alouettes attualmente hanno la più lunga striscia attiva di partecipazioni ai playoff, e la seconda di tutti i tempi, con 17.

## Giocatori importanti

### Numeri ritirati
| 27 | Mike Pringle      |
| 28 | George Dixon      |
| 56 | Herb Trawick      |
| 63 | Pierre Desjardins |
| 74 | Peter Dalla Riva  |
| 75 | Hal Patterson     |
| 77 | Junior Ah You     |
| 92 | Sam Etcheverry    |

### Canadian Football Hall of Famer
- Junior Ah You
- Peter Dalla Riva
- George Dixon
- Sam Etcheverry
- Terry Evanshen
- Gene Gaines
- Dickie Harris
- John O'Quinn
- Tony Pajaczkowski
- "Prince" Hal Patterson
- Mike Pringle
- Herb Trawick
- Pierre Vercheval
- Virgil Wagner